# Album-concept
Pour les articles homonymes, voir Concept.

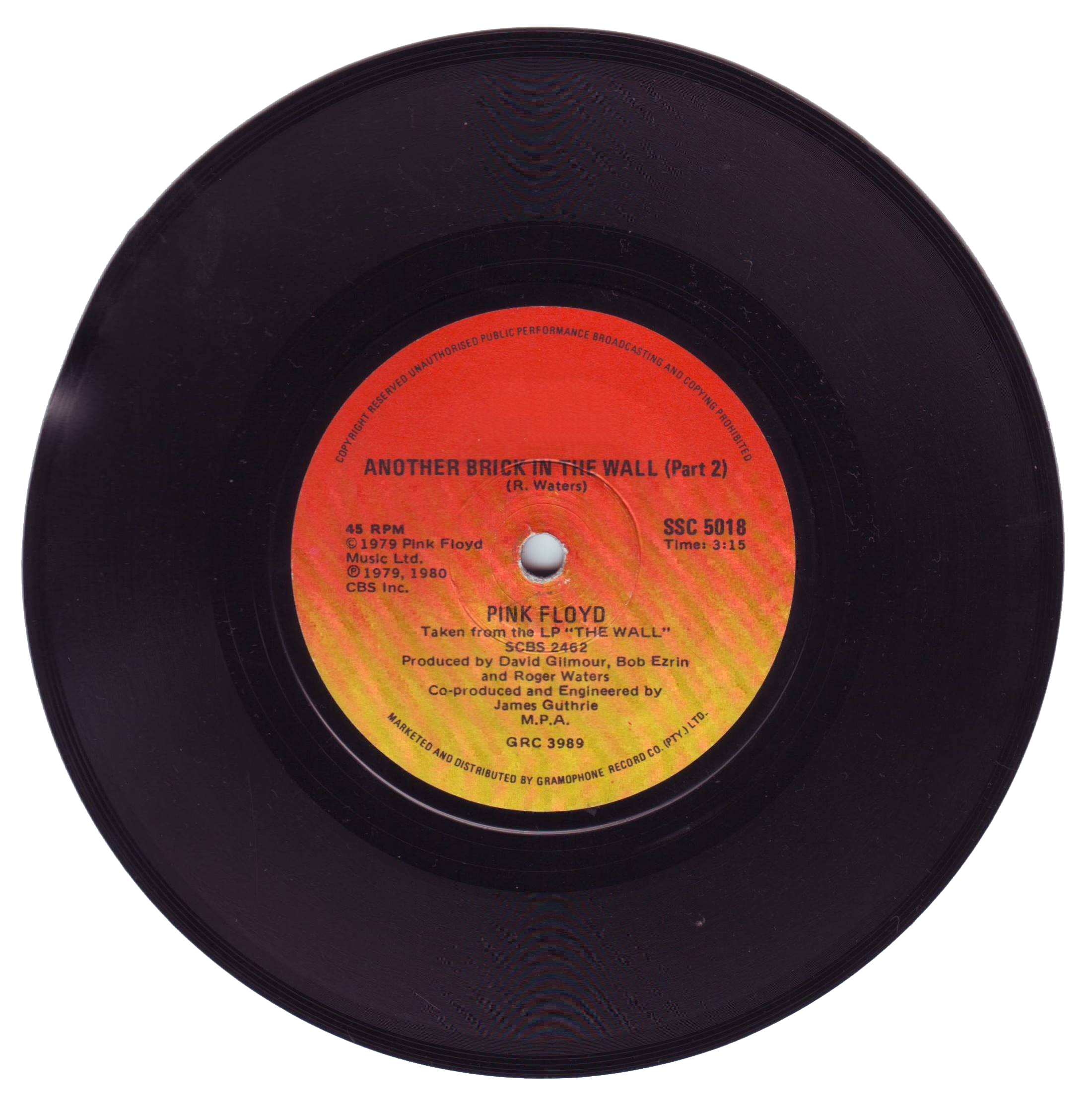
L'EP de la chanson "Another Brick in the Wall" d u groupe Pink Floyd, extrait de leur album concept The Wall.

Un album-concept, ou album concept (de l'anglais concept album), est un terme discologique qui traduit la volonté de la part d'un artiste ou d'un groupe de créer une œuvre où toutes les pistes sont globalement liées à un thème, une idée ou une histoire contrairement aux albums plus typiques constitués de pistes sans lien apparent entre elles. Ainsi, peut être dit « concept » tout album faisant preuve d'une certaine cohérence interne et assumant une certaine unité, que ce soit sur le plan des thèmes abordés ou au niveau de l'esthétique choisie.

## Historique
On attribue généralement la genèse du « concept album » aux chanteurs de jazz Frank Sinatra (In the Wee Small Hours) et Nat King Cole (After Midnight), ainsi qu'aux instrumentistes Miles Davis (Porgy and Bess et aussi l'album jazz-fusion Bitches Brew, considéré comme un « roman ») et John Coltrane (A Love Supreme). Selon le site web The History Rat « But it was not folk or popular music that turned the concept album into an art form, it was Jazz ». L'album-concept prend ensuite son envol grâce à Bob Dylan avec son album Blonde on Blonde en 1966, aux Beach Boys pour Pet Sounds la même année, ainsi qu'aux Beatles avec leur Sgt. Pepper's Lonely Hearts Club Band en 1967 et aux Who avec l'opéra-rock Tommy en 1969[réf. nécessaire] — l'universitaire Christophe Pirenne considère toutefois que Days of Future Passed des Moody Blues est « le premier concept album indiscutable de l'histoire du rock » en raison d'un thème « beaucoup plus évident et par conséquent beaucoup moins discuté que celui de Sgt. Pepper ». On retrouvera ce concept chez d'autres comme Aqualung du groupe britannique Jethro Tull en 1971 (Ian Anderson, le leader du groupe, a cependant toujours démenti qu'Aqualung fût un album concept, et il est vrai seule la deuxième face traite vraiment du même thème de la religion), The Lamb Lies Down on Broadway (Genesis, 1974), Les Cinq Saisons (1975) et surtout L'Heptade du groupe québécois Harmonium, ou encore le Misplaced Childhood du groupe Marillion en 1985. Pour la France, on peut citer aussi Emile Jacotey, d'Ange (1975), ou encore L'Homme à tête de chou (1976), ainsi que l'Histoire de Melody Nelson (1971) de Serge Gainsbourg.
À ses débuts — fin des années 1960, début des années 1970 —, l'album-concept est quelque peu atypique dans l'univers des musiques nouvelles, en particulier dans l'univers pop/rock, fortement lié à l'époque comme encore aujourd'hui au principe de chanson. Un album n'étant envisagé que comme une compilation de diverses chansons, souvent composées et/ou enregistrées à des moments différents.
Les albums-concept qui tranchent le plus avec ce modèle sont ceux dont toutes les chansons ou morceaux se suivent et racontent une même histoire, comme dans le The Lamb Lies Down on Broadway du groupe Genesis en 1974. L'album-concept se rapproche donc de ce qu'on pourrait qualifier d’opéra-rock, à la différence notable que l'histoire n'est racontée, évoquée ou interprétée dans la plupart des cas que par un seul chanteur. Certains concepts (rares) poussent cette approche très loin, en ne faisant d'un album qu'un seul et unique morceau comme Amarok de Mike Oldfield, ou L'Opéra du pauvre de Léo Ferré, pas toujours divisé en pistes. Au contraire, certains albums sont des compromis plus équilibrés entre division du disque en morceaux/chansons et vision globale de l'album ; ils insisteront moins sur la cohérence et la linéarité de l'histoire racontée, ils se permettront d'inclure des titres extérieurs à cette histoire — on parle alors parfois de semi-concept, comme pour le Duke de Genesis ainsi que les albums du groupe Rush entre 1975 et 1978 ou ils consacrèrent une face de 33 tours à un thème unique via une plage approchant les 20 minutes —, ou encore seront construits autour d'un thème central, unificateur, sans pour autant que les morceaux se suivent. Cette dernière forme de concept allégé, qui se distingue par un relatif abandon de l'idée de trame narrative au profit d'une unicité thématique, est sans doute la plus vivace aujourd'hui. Certains groupes y vont jusqu'à y consacrer leur discographie entière à des albums-concept comme The Alan Parsons Project, ainsi que l'un des pionniers de la musique électronique Kraftwerk avec Radio-Activity (combinant et imbriquant deux thèmes, celui de la radioactivité et de l'atome et celui de la radio-diffusion et des ondes en général), The Man Machine (basé lui sur la robotisation, ce qui fera la marque du groupe par la suite).
Relevons également le cas intéressant, célèbre et peu commun de The Wall (Pink Floyd, 1979), album qui a fait l'objet d'une adaptation cinématographique. Le film en question comporte très peu de dialogues et de répliques conventionnels, le film se structurant en majeure partie autour des paroles issues des différentes pistes de l'album.
De par le caractère notable de ce groupe et de son influence, ajoutons que, six ans avant, en 1973, ce même groupe mit au jour l'album The Dark Side of the Moon, pouvant être considéré comme un album concept, traitant de thématiques certes diverses mais en lien, telles que la pathologie mentale, la vie et la mort, le rapport à l'autre et à soi, la guerre ou encore l'argent. Cette cohérence est d'ailleurs revendiquée par l'un des membres du groupe, Roger Waters affirmant que « Dark Side of the Moon était l'expression d'une empathie politique, philosophique, humanitaire qui devait se manifester ».
On notera enfin que de nombreux artistes ou groupes composent des albums totalement ou partiellement basés sur un concept unificateur — narratif ou thématique — sans pour autant utiliser le terme d'album-concept, en particulier dès que l'on sort de la zone d'influence du rock progressif, principal promoteur historique de cette forme artistique.

## Historique par style

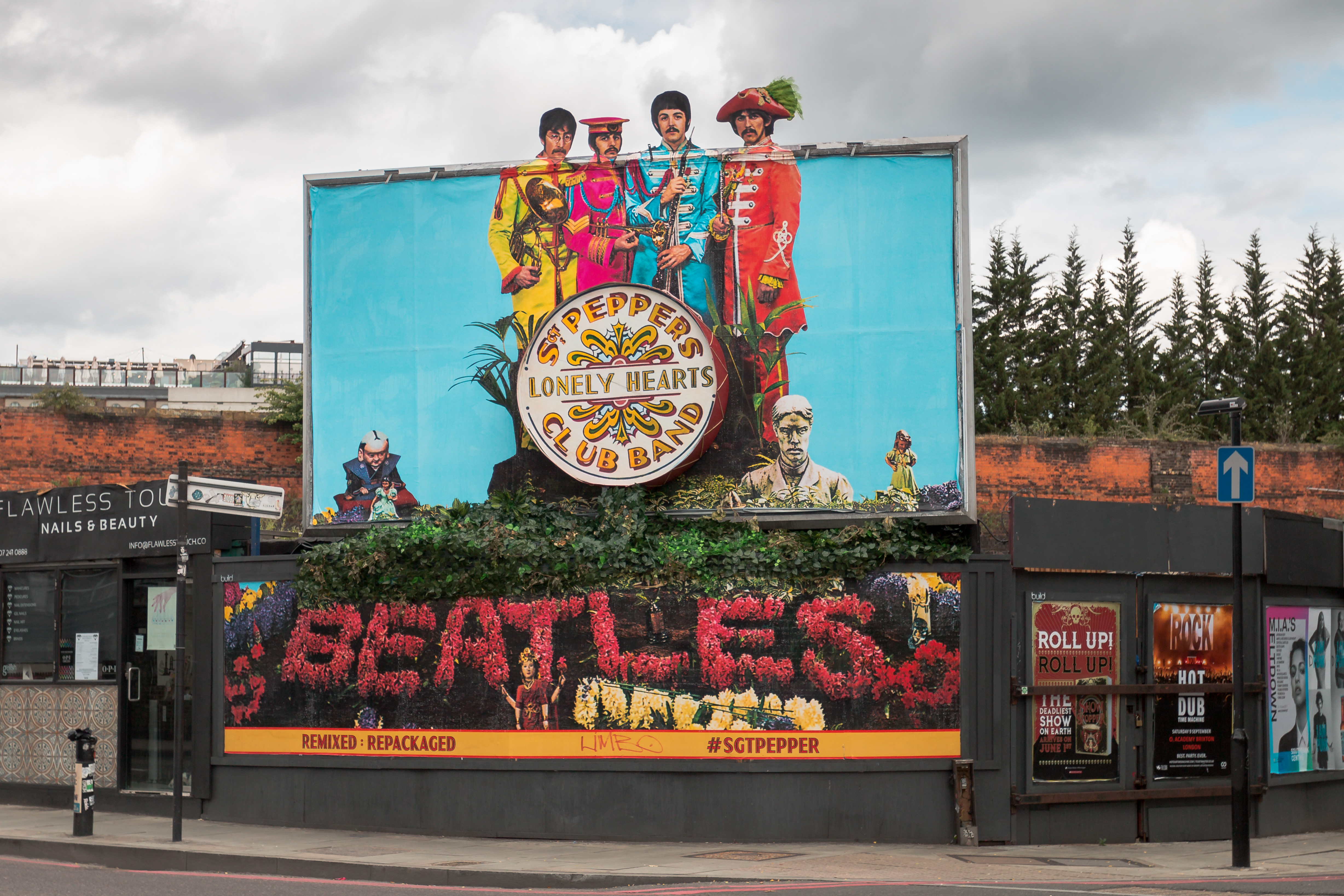
Décor pour les 50 ans de la sortie de l'album Sgt. Pepper's des Beatles (Londres, 2017)

### Musique folk
À titre de premier exemple, Woody Guthrie propose dans son premier album Dust Bowl Ballads (1940) de suivre le parcours de personnages qui sont forcés à voler et à commettre des meurtres. Il s'agit d'un album avant-gardiste, puisque « While somewhat conceptual by today’s standards, it was unique for it’s time. All the songs were about one topic although the record does not have a main character or storyline that was in every song. » Seul avec sa voix et sa guitare, l’album concept de Guthries a su gagner l’admiration de Pete Seeger, Bob Dylan ainsi que de Bruce Springsteen, qui ont tous applaudi publiquement cet album,. Guthrie s’inspire du roman The Grapes of Wrath de John Steinbeck paru en 1939 afin de construire son schéma narratif pour Dust Bowl Ballads. Cet album, étant le premier à faire usage de l’idée d’album-concept est donc un franc succès : la réception de l’album fut telle que les albums de musique folk subséquents furent pratiquement tous influencés par celui-ci.
Toujours dans le courant de la musique folk américaine, Merle Travis enregistre en 1947 l’album Folk Songs of the Hills où on l’entend chanter en solo avec sa guitare acoustique, lui qui était précédemment connu pour s’accompagner principalement de sa guitare électrique. L’album ne connaît cependant pas de réel succès commercial. Travis devenant plus tard dans sa carrière une figure de proue dans le domaine de la musique country, on peut entendre dans l’album Folk Songs of the Hills une approche guitaristique qui sera imitée par les générations suivantes de musiciens folk.
En 1959, la star du country Johnny Cash enregistre le premier album qui puisse être associé à l’idée album-concept : il s’agit de Songs of Our Soil qui met en avant-plan son patrimoine culturel, ainsi que la mortalité des hommes. Un autre album-concept de Johnny Cash, Blood, Sweat and Tears (1963) baigne dans le thème des inégalités sociales chez les travailleurs. Les albums de Johnny Cash America (1972) et Ragged Old Flag (1974) abordent également le même thème que Songs of Our Soil.
À la fin des années 1960, Shirley & Dolly Collins emploient des instruments anciens pour enregistrer l’album-concept Anthems in Eden (1969). Shirley étant une étudiante d’histoire, c’est en explorant les instruments anciens qu’il parviennent à trouver les sonorités qu’il recherchaient pour enregistrer Anthems in Eden. Un thème important exploré dans ce dernier est le risque de répéter des erreurs du passé ; la connaissance de l’histoire aidant à atténuer cet effet et, à leur avis, à ne pas répéter les erreurs passées. Album à deux faces, on retrouve sur Anthems in Eden une piste de 28 minutes sur la première où on peut y entendre une suite en guise d’introduction au concept de l’album.
Plus récemment, des artistes s’y prennent autrement pour créer des albums-concept. Plutôt que de développer un seul album autour d’un même thème, ils ont une vision plus large. Ainsi Sufjan Stevens, qui décide d’entreprendre une série dont chaque album portera le nom d’un État des États-Unis, dressant à chaque fois un portrait révélant la situation sociale et les problèmes propre à chaque territoire. Michigan (2003), le premier album de cette série, vient puiser dans certains faits historiques à la suite d'une recherche de l’artiste. Pour ce qui en est d’Illinois (2005), Stevens relie ses expériences personnelles aux faits historiques, étant lui-même natif de la région.
Un des exemples historiques les plus récents d’album-concept provient du groupe de musique folk torontois Jordaan Mason and the Horse Museum. Les musiciens s’inspirent de la publication posthume de 15 000 pages de l’écrivain Henry Darger afin de créer leur album concept Divorce Lawyers I Shaved My Head (2009). Les paroles écrites par Jordaan Mason suivent le parcours d’un couple dont les partenaires sont sans sexe défini vivant les étapes du couple traditionnel : des réflexions «socio-politiques qui explorent l’homosexualité navigant la ‘narration du couple hétérosexuel traditionnel’».

### Musique rock
Les premiers exemples d’album-concept dans le style rock sont arrivés vers le début des années 1960, là où la culture était en pleine ébullition. Le groupe The Ventures enregistre alors Colorful Ventures (1961), le groupe The Kinks enregistre Are The Village Green Preservation Society (1968), puis Arthur (Or the decline and Fall of the British Empire) (1969). En demeurant toujours dans les couleurs punk-rock, Hüsker Dü présente beaucoup plus tard son album double Zen Arcade (1984) où est racontée une quête identitaire.
Tel que discuté dans l'introduction, par contre, l'album des Beach Boys Pet Sounds (1966) est souvent reconnu et acclamé comme étant le premier véritable album-concept du genre rock à voir le jour. Il est à noter que Pet Sounds indique une étape importante dans l'évolution artistique de ce groupe. De plus, on peut voir les éléments étant à la base même de la définition d'album concept, pour citer Philip Lambert: « A thorough examination of the texts and music of the songs of Pet Sounds reveals a unified art work projecting a coherent textual narrative. Songs are associated and interrelated via recurrent motives and harmonic patterns, expressing extremely personal themes of romance and heartbreak. »
Dans le rock du XXIe siècle maintenant, la quantité d’albums-concept enregistrés est décuplée. Par exemple, le disque Red Headed Stranger (2003) de Carla Bozulich se classe parmi les musiques alternative, punk et rock. Cet album qui est en fait la reprise de celui du même titre de Willie Nelson (1975), qui est lui-même un album concept (pour citer Stimeling: « Moreover, close examination of Nelson’s compositional
approach to three albums – Yesterday’s Wine (1971), Phases and Stages (1974) and Red Headed Stranger (1975) – reveals that Nelson consciously blended the singles-based approach to
songwriting that predominated in 1960s and 1970s Nashville and the extended narrative and musical forms of contemporaneous rock music to create musical products that suited the needs of country radio and rock fans alike » ). Apportant des modifications aux textes originaux, Bozulich demeure tout de même près des thèmes abordés par Nelson, lui donnant ainsi l’allure d’un «album concept sur le thème d’un album concept».
Autre exemple notoire provient du groupe The Microphones, lançant un album-concept dans le style indie-rock avec son opéra intitulé Mount Eerie (2003), traitant de l’immensité et du pouvoir de la nature quant aux humains. Pour ornementer ses pistes, le groupe se sert de bruits de la nature tel le chant des baleines, la pluie ou encore le vent. Pour ce qui en est de l’album The Getty Address (2005) de Dirty Projectors, l’auteur Dave Longstreth élabore un personnage du nom de Don Henley que l’on peut suivre tout au long de son pèlerinage spirituel aux travers des pistes de l’album. On peut également apercevoir au passage bon nombre de symboles faisant allusion à des causes environnementales.
On peut ensuite entendre le groupe Antony and the Johnsons avec leur album I am a Bird Now (2005). Le thème de l’ambivalence sexuelle unifie l’album, le chanteur du groupe étant androgyne et voulant partager des problématiques qui s’y rattachent. La transformation de l’homme qui devient une femme, étant l’une des facettes explorées, est représentée par l’oisillon qui devient oiseau.
D’autre part, The Decemberists avec The Hazards of Love (2009) se glisse dans le genre opéra-rock. Les quelque 17 pistes de cet album-concept tissent l’histoire d’une jeune femme nommée Margaret vivant dans un monde où la magie noire et le fantômes en font partie.
En contrepartie, c’est lors de leur troisième album que les membres du groupe Arcade Fire décident d’organiser des pistes à la manière d’un album-concept. Win Butler, l’auteur de ce qu’on comprend être un cycle de chansons sur le rêve de la rébellion, se mérite un Grammy pour l’album dont il est question, The Suburbs (2010).
Citons aussi l'exemple de Will Z. qui a consacré sa discographie entière à des albums-concept, que ce soit en solo, avec ses groupes Cosmic Trip Machine et Black Moon Tape ou avec les artistes qu'il a produits (Can am des puig, Alice Artaud...). Parmi ceux-ci, Vampyros Roussos (une fausse Musique de film s'inspirant de la série B), 12 Visions (adaptation du roman Là-bas de Joris-Karl Huysmans) et The Salvation Of Morgane (compilant des morceaux écrits durant 20 ans, assemblés pour raconter une histoire).
Comme dernier exemple notoire, rappelons-nous l’intérêt d’Owen Pallett pour le jeu Dungeons & Dragons qui peut être perçu sur son album Heartland (2010), puisqu’il l’utilise comme thème. Les pistes racontent l’histoire fantaisiste de Cockatrice, Blue Imelda, No-Face ainsi que de Lewis, un pauvre fermier. Le narrateur, un personnage omniscient du conte, agit comme une sorte de dieu qui tenterait de guider Lewis à mener une révolte.

### Musique pop
Du côté de la musique pop, le groupe Of Montreal présente avec l’album-concept The Gay Parade (1999) l’homosexualité et la joie afin de jouer sur le double sens du terme. S’inspirant des albums concept The Village Green Preservation Society et Sgt. Pepper’s Lonely Hearts Club Band, Of Montreal offre un croisement entre le pop-indie, le pop psychédélique et le néo-psychédélique. Le tout peint le portrait d’une ville où les habitants sont des caricatures « kooky »,.
Également, l’album Yoshimi Battles the Pink Robots (2002) du groupe The Flaming Lips se veut un hommage à une personne décédée qui était liée à un des membres du groupe. Dans la trame de l’album la personne décédée reprend vie dans la peau de Yoshimi, le personnage principal de l’album-concept. Elle se bat contre des robots roses, une métaphore pour la maladie. Ce n’est cependant pas dans l’espoir de survivre qu'Yoshimi se bat, mais plutôt pour sa «transfiguration : elle se bat pour la joie d’être vivante malgré la mort imminente».
D’autre part, l’album-concept Tallahassee (2002) est un projet entrepris par le groupe The Mountain Goats ayant pour but d’illustrer un mariage en déclin grâce à ses symboles intégrés à ses paroles à la manière d’un roman sous forme d’album.
Du côté de la Suède, on retrouve la chanteuse Jenny Wilson avec Hardships! (2009). Le tout peut être difficile d’écoute à cause de ses thèmes poignants entourant la maternité et la présence parentale au foyer. C’est par un cycle de chansons non rigide que Wilson présente différentes facettes de la relation mère et enfant.
Plusieurs autres exemples notoires d'albums-concepts incluent The Who avec Quadrophenia (1973). Frank Zappa avec Joe’s Garage Acts I, II and III (1979). Genesis avec Duke (1980). Styx avec Paradise Theater (1981), The Coolies avec Doug (1988), Queensryche avec Operation Mindcrime (1988), The Goats avec Tricks of the Shade (1992). Mike Watt avec Contemplating the Engine Room (1997),.
Plus récemment, entre 2021 et 2024, l'auteur-compositeur-interprète Jorge Rivera-Herrans publie en 9 albums Epic: The Musical, inspiré de L'Odyssée de Homère. Cet album a gagné fortement en popularité grâce à l'application Tik Tok.

### Rock Progressif
Le Rock Progressif, notamment dans sa première période (appelée également parfois  rock symphonique ou Pomp-Rock) , caractérisé par de longues plages instrumentales et des titres dépassant souvent les 15 à 20 minutes, s'est admirablement prêté au style du concept-album. Au cours des années 70's les albums Thick as a Brick de Jethro Tull (1972)  Tales from the Topographic Oceans de Yes (1973), The Lamb Lies down on Broadway de Genesis (1974), The Snow Goose de Camel (1975), 2112 de Rush (1976) ou encore The Wall de Pink Floyd (1979), ont posé les bases stylistiques du genre même si historiquement, c'est plutôt le concept-album Days of Future Passed des Moody Blues paru en 1967 qui est plutôt considéré comme le disque fondateur de la mouvance Rock Progressif. Au cours des décennies suivantes, le Rock Progressif a laissé sa place au style dit "Rock néo-progressif" caractérisé par une musique plus rythmique et dynamique et un formatage des morceaux plus court. Des groupes emblématiques de ce style ont néanmoins régulièrement perpétué la tradition du concept-album, tel Marillion avec Misplaced Childhood (1985) puis Brave (1994), Pendragon avec The World (1991), IQ avec Subterranea  (1997) ou Porcupine Tree et son Fear of a Blank Planet sorti en 2007. Le groupe Marillion reprendra en fait régulièrement le principe du concept-album, soit avec des disques s'articulant autour d'un thème unique (Marbles (2004) ou FEAR (2016)), soit en structurant ses albums autour de Concept-Songs elles-mêmes bâties autour de plages musicales liées. Ainsi sur le disque An Hour Before It's Dark (2022), 4 titres allant de 9 à 15 minutes se découpent en fait en 15 parties distinctes d'une durée variable, mais liées conceptuellement.

### Musique rap
L'album Orelsan et Gringe sont les Casseurs Flowters est un album concept: Il présente ses 18 titres dans un ordre chronologique s'étalant entre 14h58 et 6h16 le lendemain, racontant ainsi une histoire se rapprochant d'un buddy movie. Tous les titres sont quantifiés par une heure.
Également, le rappeur Laylow a sorti deux albums concepts : Trinity (album) et L'Étrange Histoire de Mr. Anderson.

### Styles mixtes
À la suite de la lecture du roman d’Anne Frank «Diary of a Young Girl», Jeff Mangum met en chansons certains des cauchemars qui le hantent et donne ainsi vie à l’album In the Aeroplane Over the Sea (1998) avec son groupe Neutral Milk Hotel, le tout se faisant dans l’inconscience de transmettre ses frustrations tout au long de l’album.
Si le groupe The Magnetic Fields avec son album 69 Love Songs (1999) ne se classe pas dans un style de musique, c’est que son concept est justement de présenter 69 chansons d’amour dans des styles différents l’idée étant au départ d’en produire une centaine à titre de curriculum vitae. Également, Neon Neon porte plusieurs étiquettes de styles musicaux avec l'album-concept Stainless Style (2008). Ressemblant à l’opéra-rock mais étant plus près du « synth-opéra », le groupe s’inspire du son post-disco afin de présenter des fragments de la vie de John DeLorean, un homme qui s’est enrichie grâce à l’industrie de l’automobile sport.
L'album Tales of Us du groupe britannique Goldfrapp est également un album concept. Il regroupe en effet dix chansons (onze dans la version augmentée) qui portent toutes le nom d'un personnage fictif (par exemple : Jo, Annabel, Thea, Simone, Laurel…) et dont les histoires sont inspirées de romans (comme Annabel, Alvar, Thea, Stranger ou Laurel) ou de lettres (comme Clay). Ces histoires sont variées, traitant de transidentité comme dans Annabel et Stranger, d'amour, comme dans Thea, Simone et Clay, de la relation entre une mère et son fils dans Alvar, etc.